# Référendum constitutionnel irlandais de 2019 sur les conditions du divorce
Un référendum sur le trente-cinquième amendement de la constitution a lieu le 24 mai 2019 en Irlande. Le contenu de l'amendement propose d'assouplir les conditions d'obtention du divorce en retirant de la constitution le passage imposant une période de séparation minimale de quatre ans afin de laisser à un texte de loi ordinaire le soin de la définir. Les élections municipales et européennes sont organisées simultanément. 
La population approuve l'amendement à une très large majorité, 82,07 % des votants s'étant prononcés en faveur, pour une participation de 50,83 %.

## Objet
Lors de son adoption par référendum en 1937, la constitution irlandaise comporte dans son article 41.3 l'interdiction explicite du divorce. La levée de cette interdiction échoue par 63,48 % de votes négatifs lors d'un premier référendum en 1986, avant de réussir de justesse en 1995 lors d'un second référendum recueillant 50,28 % de votes positifs. L'article 41.3 contient depuis lors plusieurs conditions d'obtention du divorce, dont la suivante :

« Tout tribunal établi par la loi peut accorder la dissolution du mariage si, mais seulement si, il est convaincu que [...] à la date de l'introduction de la procédure, les époux ont vécu séparément pendant une ou des périodes équivalentes à quatre ans au moins durant les cinq dernières années,. »

Un projet d'amendement visant à ramener ce délai à deux ans au cours des trois dernières années de mariage est déposé par la députée européenne Josepha Madigan, et reçoit le soutien du gouvernement le 6 avril 2017. Le projet n'est cependant formellement adopté par celui-ci que le 4 décembre de l'année suivante, avant de changer de nature le 26 mars 2019 lorsqu'est proposé de supprimer purement et simplement le passage de la constitution, laissant au parlement la possibilité de légiférer sur cette question. Une durée de deux ans serait ainsi fixée par une loi, modifiable à l'avenir par simple voie législative. Le projet voit par ailleurs s'ajouter celui d'une reconnaissance des divorces conclus à l'étranger, par l'ajout en lieu et place du passage supprimé de celui suivant :

« La loi peut prévoir la reconnaissance en droit de la dissolution d'un mariage contracté en vertu du droit civil d'un autre État. »

Le projet d'amendement passe l'étape des deux chambres du parlement irlandais, l'Oireachtas, en avril 2019, le Dáil Éireann le votant à l'unanimité le 3 et le Seanad Éireann dans les mêmes conditions le 11. Toute modification de la constitution irlandaise devant obligatoirement être approuvée par référendum en vertu de ses articles 46 et 47, l'amendement est soumis au vote populaire le 26 mai 2019,. 
Les bureaux de vote sont ouverts de 7 à 22 heures.

## Résultats
Un sondage réalisé à la sortie des urnes donne le « oui » gagnant à 87% des suffrages.

### Nationaux
| Choix                     | Votes     | %     |
| ------------------------- | --------- | ----- |
| Pour                      | 1 384 192 | 82,07 |
| Contre                    | 302 319   | 17,93 |
|                           |           |       |
| Votes valides             | 1 686 511 | 97,65 |
| Votes blancs et invalides | 40 545    | 2,35  |
| Total                     | 1 727 056 | 100   |
| Abstention                | 1 670 580 | 49,17 |
| Inscrits/Participation    | 3 397 636 | 50,83 |

| Votes Pour (82,07 %) |  |  | Votes Contre (17,83 %) |
| ▲                    |  |  |                        |
| Majorité absolue     |  |  |                        |